# Alchemilla microscopica
Alchemilla microscopica är en rosväxtart som beskrevs av Fröhner. Alchemilla microscopica ingår i släktet daggkåpor, och familjen rosväxter. Inga underarter finns listade i Catalogue of Life.